# Stor-Auron
Stor-Auron är en sjö i Sorsele kommun och Storumans kommun i Lappland och ingår i Ranas huvudavrinningsområde. Sjön har en area på 1,36 kvadratkilometer och ligger 633 meter över havet. Stor-Auron ligger i Vindelfjällen Natura 2000-område. Sjön avvattnas av vattendraget Litle Umelva.

## Delavrinningsområde
Stor-Auron ingår i det delavrinningsområde (733362-146437) som SMHI kallar för Utloppet av Stor-Auron. Medelhöjden är 748 meter över havet och ytan är 9,24 kvadratkilometer. Det finns ett avrinningsområde uppströms, och räknas det in blir den ackumulerade arean 17,08 kvadratkilometer. Avrinningsområdets utflöde Litle Umelva mynnar i havet. Avrinningsområdet består mestadels av skog (11 procent) och kalfjäll (74 procent). Avrinningsområdet har 1,36 kvadratkilometer vattenytor vilket ger det en sjöprocent på 14,7 procent.